# Cechenena pollux
Espèce
Cechenena pollux est une espèce d'insectes lépidoptères de la famille des Sphingidae, sous-famille des Macroglossinae, tribu des Macroglossini, sous-tribu des Choerocampina et du genre Cechenena.

## Description
L'espèce est semblable à des formes vertes de Cechenena lineosa mais la bande médiane de la face dorsale de l'aile postérieure est jaune. La couleur de fond de l'aile antérieure varie de rouille brun au vert.

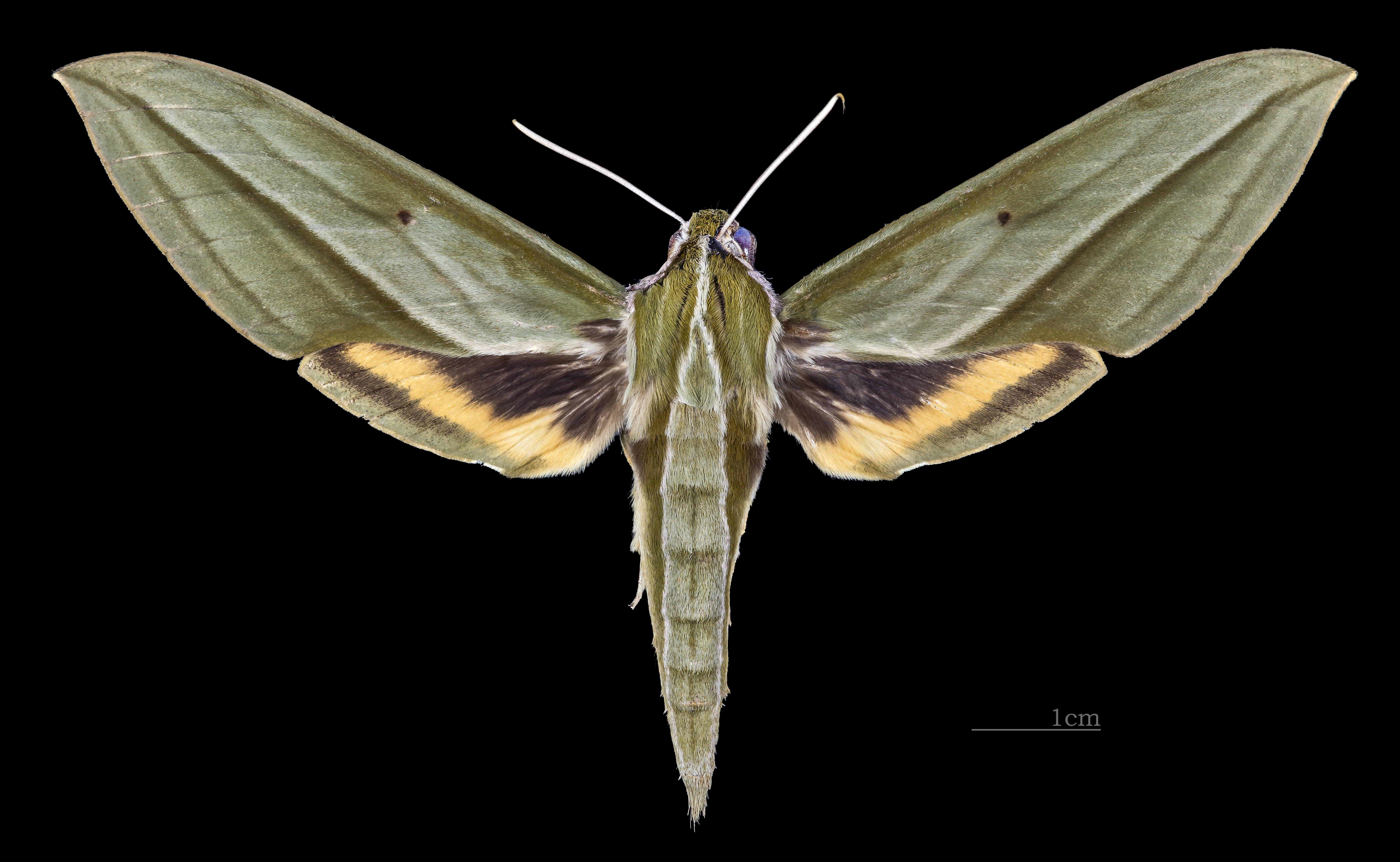
Face dorsale de la femelle
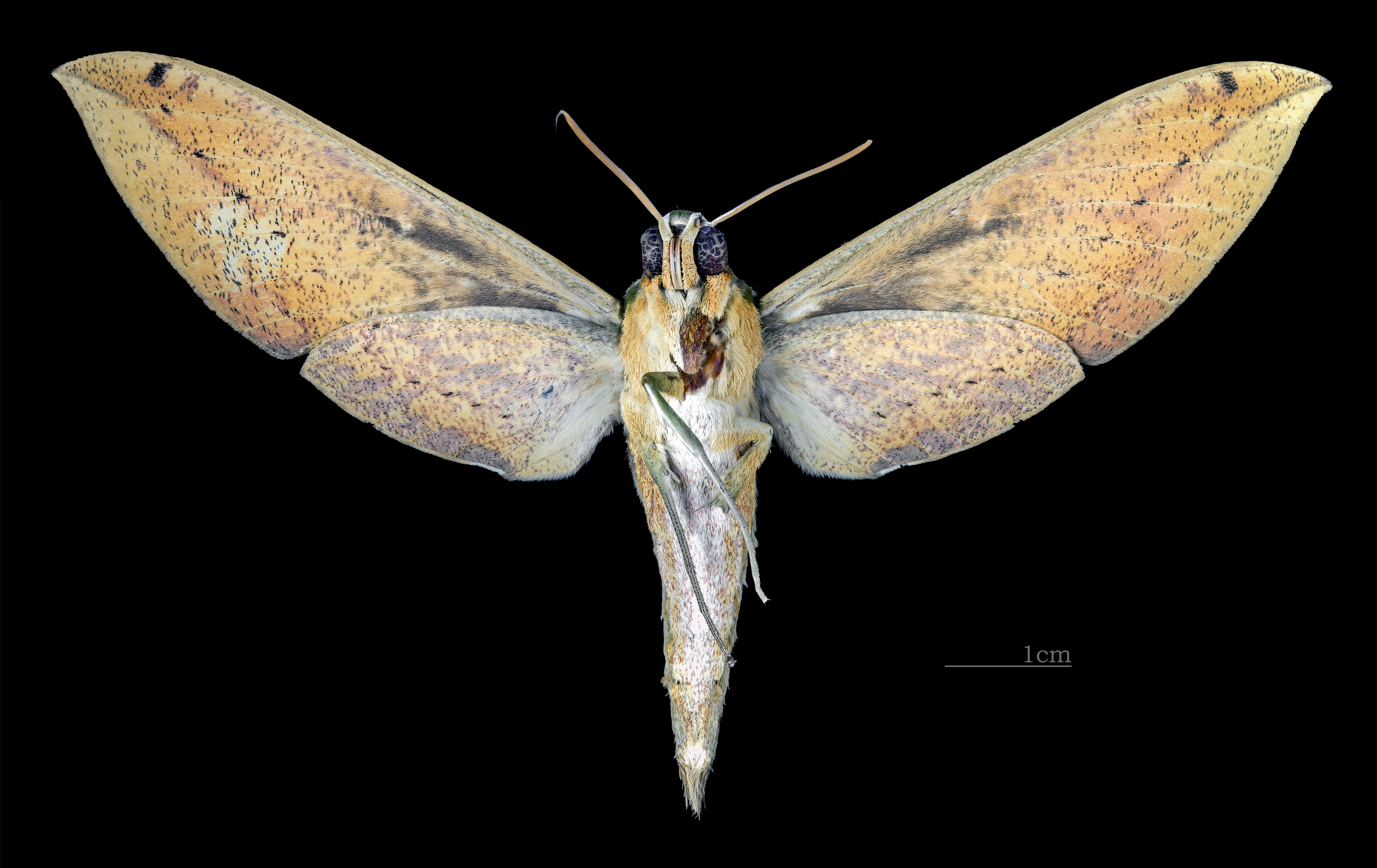
Face ventrale de la femelle

## Répartition et habitat
Répartition
L'espèce est connue en Indonésie (Sumatra, Java).

## Systématique
- L'espèce Cechenena pollux a été décrite par l'entomologiste français Jean-Baptiste Alphonse Dechauffour de Boisduval en 1875[1], sous le nom initial de Chaerocampa pollux.

### Synonymie
- Choerocampa pollux Boisduval, 1875 protonyme
- Theretra pseudonessus Rothschild, 1894
- Cechenena rubrescens Clark, 1923